# ロシアの経済地区

1. 中央経済地区
2. 中央黒土経済地区
3. 東シベリア経済地区
4. 極東経済地区
5. 北方経済地区
6. 北カフカース経済地区
7. 北西経済地区
8. ヴォルガ経済地区
9. ウラル経済地区
10. ヴォルガ＝ヴャトカ経済地区
11. 西シベリア経済地区
12. カリーニングラード州（どの経済地区にも属せず）

ロシアの経済地区（ロシアのけいざいちく、ロシア語: экономи́ческие райо́ны、ekonomicheskiye rayony、単数形はekonomichesky rayon、英語:economic regions）は、ロシア連邦の地域区分のひとつ。
ロシア全土を以下の基準によって、11の地区に分けた。カリーニングラード州はどの経済地区にも属しておらず、単独の経済地区と見なすこともできる。
- 共通する経済社会目標と開発プログラムへの参加
- 経済状況、ポテンシャル
- 気候、環境、地理（地形）
- 建築、建造物に関する技術検査基準
- 関税
- 人口

なお、連邦構成主体は、複数の経済地区にまたがって所属することはできない。経済地区は、また、「経済地帯」（経済ゾーン、しばしばマクロゾーンと呼ばれる）に分類できる。一つの経済地区は複数の経済地帯から成る。経済地区、経済地帯の改廃設置はロシア連邦政府の権限である。経済地区の区分は、連邦管区の区分とは異なり、前者が経済的、統計を目的としているのに対して、後者は純粋に行政上の目的で設置されている。

## 経済地区の一覧・構成
以下は経済地区と構成する連邦構成主体の一覧である。経済地区は人口によって区分される。
| - 中央経済地区 (Центральный, Tsentralny) 1. ブリャンスク州 2. イヴァノヴォ州 3. カルーガ州 4. コストロマ州 5. モスクワ（連邦市） 6. モスクワ州 7. オリョール州 8. リャザン州 9. スモレンスク州 10. トゥーラ州 11. トヴェリ州 12. ヴラジーミル州 13. ヤロスラヴリ州 - ウラル経済地区 (Уральский, Uralsky) 1. バシコルトスタン共和国 2. チェリャビンスク州 3. クルガン州 4. オレンブルク州 5. ペルミ地方 6. スヴェルドロフスク州 7. ウドムルト共和国 - 北カフカース経済地区 (Северо-Кавказский, Severo-Kavkazsky) 1. アディゲ共和国 2. チェチェン共和国 3. ダゲスタン共和国 4. イングーシ共和国 5. カバルダ・バルカル共和国 6. カラチャイ・チェルケス共和国 7. クラスノダール地方 8. 北オセチア共和国 9. ロストフ州 10. スタヴロポリ地方 - ヴォルガ経済地区 (Поволжский, Povolzhsky) 1. アストラハン州 2. カルムイク共和国 3. ペンザ州 4. サマラ州 5. サラトフ州 6. タタールスタン共和国 7. ウリヤノフスク州 8. ヴォルゴグラード州 - 西シベリア経済地区 (Западно-Сибирский, Zapadno-Sibirsky) 1. アルタイ地方 2. アルタイ共和国 3. ケメロヴォ州 4. ハンティ・マンシ自治管区 5. ノヴォシビルスク州 6. オムスク州 7. トムスク州 8. チュメニ州 9. ヤマロ・ネネツ自治管区 | - 東シベリア経済地区 (Восточно-Сибирский, Vostochno-Sibirsky) 1. ブリヤート共和国 2. イルクーツク州 3. ハカス共和国 4. クラスノヤルスク地方 5. トゥヴァ共和国 6. ザバイカリエ地方 - ヴォルガ＝ヴャトカ経済地区 (Волго-Вятский, Volgo-Vyatsky) 1. チュヴァシ共和国 2. キーロフ州 3. マリ・エル共和国 4. モルドヴィア共和国 5. ニジニ・ノヴゴロド州 - 北西経済地区 (Северо-Западный, Severo-Zapadny) 1. レニングラード州 2. ノヴゴロド州 3. プスコフ州 4. サンクトペテルブルク（連邦市） - 中央黒土経済地区 (Центрально-Чернозёмный, Tsentralno-Chernozyomny) 1. ベルゴロド州 2. クルスク州 3. リペツク州 4. タンボフ州 5. ヴォロネジ州 - 極東経済地区 (Дальневосточный, Dalnevostochny) 1. アムール州 2. チュクチ自治管区 3. ユダヤ自治州 4. カムチャツカ地方 5. ハバロフスク地方 6. マガダン州 7. 沿海地方 8. サハ共和国 9. サハリン州 - 北方経済地区 (Северный, Severny) 1. アルハンゲリスク州 2. カレリア共和国 3. コミ共和国 4. ムルマンスク州 5. ネネツ自治管区 6. ヴォログダ州 - カリーニングラード（どの経済地区にも属せず Калининградский), Kaliningradsky） 1. カリーニングラード州 |

## 関連事項
- 連邦管区
- 経済地帯・マクロゾーン Economic zones and macrozones of Russia